# Массовая концентрация
Ма́ссовая концентра́ция компонента {\displaystyle {\ce {B}}} в смеси {\displaystyle \rho _{\mathrm {B} }} есть отношение массы {\displaystyle m_{\mathrm {B} }} этого компонента, содержащегося в смеси, к объёму смеси {\displaystyle V}:
{\displaystyle \rho _{\mathrm {B} }={\frac {m_{\mathrm {B} }}{V}}}.
По рекомендации «ИЮПАК», обозначается символом {\displaystyle \gamma } или {\displaystyle \rho }.

## Парциальная плотность
Термины парциальная плотность и массовая концентрация представляют собой синонимы. На практике для газовых смесей продолжают использовать представления о парциальных величинах (например, о парциальном давлении и парциальном объёме), в том числе и о парциальной плотности вещества в газовом растворе. Согласно РМГ 75-2014 термины абсолютная влажность и парциальная плотность влаги отнесены к не рекомендуемым к применению синонимам термина массовая концентрация влаги. Применительно к жидким и твёрдым растворам термин «парциальная плотность» не употребляют и говорят о выраженных в тех или иных единицах концентрациях растворённых веществ и растворителей.
Для газов концентрация каждого из составляющих газовую смесь веществ есть его парциальная плотность; плотность газовой смеси равна сумме парциальных плотностей всех составляющих смесь веществ:
{\displaystyle \rho =\sum \rho _{i}}

## Титр раствора

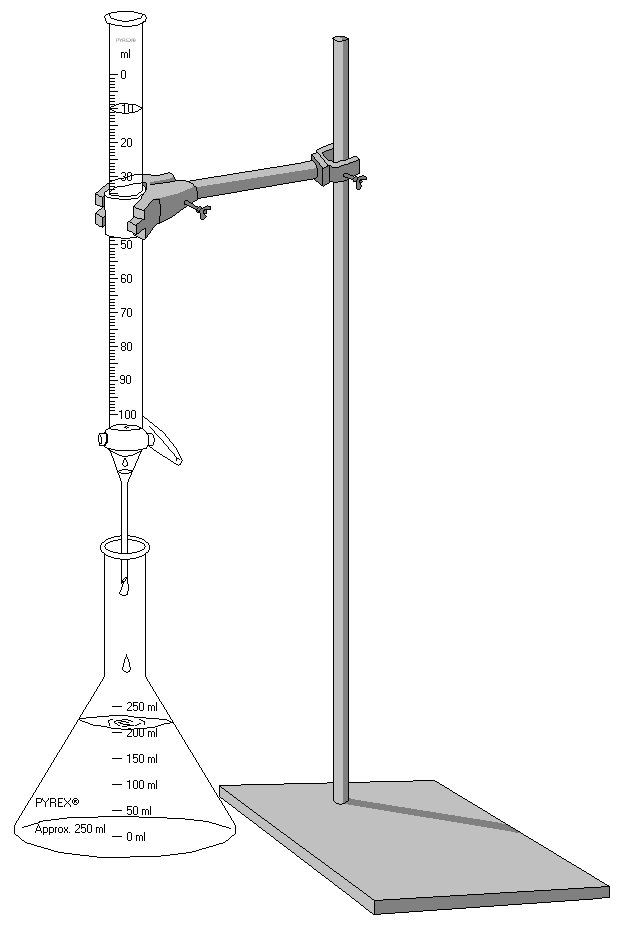
Титрование: в бюретке титрант, в колбе — проба определяемого вещества

В аналитической химии (титриметрическом анализе) используют термин титр раствора (от фр. titre «качество, характеристика») — выраженную в определённых единицах массовую концентрацию заливаемого в бюретку стандартного раствора для титрования пробы с определяемым веществом. Титр обычно обозначается буквой {\displaystyle T}, его принято выражать в г/мл.
Титр по растворенному веществу, или просто титр — синоним понятия «массовая концентрация» вещества, которым титруют.
Титр по определяемому веществу или условный титр — масса какого-либо вещества (в граммах), реагирующая с одним миллилитром титранта. Иными словами: масса определяемого вещества, оттитровываемая одним миллилитром рабочего раствора, которым титруют.
Рассчитывается по формуле:
{\displaystyle T_{\mathrm {A/B} }={\frac {m_{\mathrm {B} }}{V_{\mathrm {A} }}}},
где:
- {\displaystyle T_{\mathrm {A/B} }} — титр раствора вещества A по веществу B (в г/мл);
- {\displaystyle m_{\mathrm {B} }} — масса вещества B, взаимодействующего с данным раствором (в г);
- {\displaystyle V_{\mathrm {A} }} — объём раствора вещества A (в мл).

Условный титр и титр по растворённому веществу связаны следующей формулой:
{\displaystyle T_{\mathrm {A/B} }={\frac {T_{\mathrm {A} }\cdot M({\frac {1}{z}}~B)}{M({\frac {1}{z}}~A)}}},
где {\displaystyle M({\frac {1}{z}}~A)} и {\displaystyle M({\frac {1}{z}}~B)} — молярные массы эквивалентов титранта и определяемого вещества соответственно.